# Claudia Bitter
Claudia Bitter (* 23. Juni 1965 in Antiesenhofen, Oberösterreich) ist eine österreichische Schriftstellerin, Übersetzerin, Künstlerin und Bibliothekarin.

## Leben
Claudia Bitter zog nach der Matura in Ried im Innkreis 1983 nach Wien, wo sie lebt. Dort studierte sie Slawistik und Ethnologie. Seit 1991 veröffentlicht sie in Zeitschriften und Anthologien, 2001 erschien ihre erste Buchpublikation. Sie schreibt Lyrik und Prosa, die sie mitunter mit Zeichnungen und Collagen zu sogenannten Wortbildern (Eigendefinition) verbindet. Ihr Werk wurde mehrmals ausgezeichnet. Sie ist Mitglied der IG Autorinnen Autoren, des Literaturkreises Podium und der Grazer Autorinnen Autorenversammlung.

## Übersetzungen (Auswahl)
- Rückwärtsgang der Sonne. Erzählungen von Marina Palej. Literaturverlag Droschl, Graz 1997, ISBN 978-3-85420-468-8

## Werke (Auswahl)
- was man hier verloren hätte. 11 Prosatexte. Mit einem Vorwort von Christian Loidl. Verlag Bibliothek der Provinz, Weitra 2002, ISBN 978-3-85252-443-6.
- stimme verliert sich. Gedichte. Edition innsalz, Braunau 2005, ISBN 978-3-900050-61-0.
- Verloren gehen. Erzählungen. Klever Verlag, Wien 2008, ISBN 978-3-902665-00-3
- Wortvögel/Blattwörter. Intermediale Texte. Mitterverlag, Wels 2012, ISBN 978-3-9503157-7-6
- Die Welt auf meiner Haut. Erzählungen. Klever Verlag, Wien 2013, ISBN 978-3-902665-63-8
- Fischfliegen. Aus dem Leben der Flügelflosser. Bildcollagen und lyrische Kurztexte. Verlag Bibliothek der Provinz, Weitra 2015, ISBN 978-3-99028-455-1
- Kennzeichnung. Roman. Klever Verlag, Wien 2020, ISBN 978-3-903110-56-4
- DIE HEICHZOT, mit allem sazosugen. Text und Offsetfarblithographien, inkl. CD. Edition Thurnhof, Oxohyph 2022, ISBN 978-3-900678-57-9

Zahlreiche Veröffentlichungen in Literaturzeitschriften und Anthologien (Die Rampe, Facetten, Podium, Salz, Sterz u. a.)

## Ausstellung
- Die Sprache der Dinge: Literaturhaus Wien, 2020–2021

## Auszeichnungen (Auswahl)
- Haidhauser Werkstattpreis 1993
- Österreichisches Nachwuchsstipendium für Literatur 1994
- Siemens Förderungspreis 2002
- Siemens Förderungspreis 2003
- Projektstipendium für Literatur 2003/2004
- Buchprämie des Bundesministeriums 2013
- Frau Ava Literaturpreis 2019
- Buchprämie der Stadt Wien 2020
- track 5' Sonderpreis der Schule für Dichtung 2021[3]
- Literaturwettbewerb „Verbesserung von ganz Österreich“ im Rahmen des Gastlandprojektes meaoiswiamia bei der Leipziger Buchmesse: 2. Platz 2023[4]